# Cymbopetalum physaloides
Cymbopetalum physaloides är en kirimojaväxtart som beskrevs av Nancy A. Murray. Cymbopetalum physaloides ingår i släktet Cymbopetalum, och familjen kirimojaväxter. Inga underarter finns listade i Catalogue of Life.